# Nuragus di Cagliari
Der Nuragus di Cagliari DOC oder Sardegna Nuragus di Cagliari ist ein trockener oder lieblicher Weißwein oder Perlwein (frizzante) von der italienischen Insel Sardinien. Seit dem 29. November 1974 verfügen die Weine über den Status einer „kontrollierten Herkunftsbezeichnung“ (Denominazione di origine controllata – DOC), die zuletzt am 7. März 2014 aktualisiert wurde.

## Anbau
Die Zone umfasst Gemeinden in den Provinzen Cagliari, Carbonia Iglesias, Medio Campidano und Oristano.
Im Jahr 2016 wurden von 123 Hektar Rebfläche 13.723 Hektoliter DOC-Wein erzeugt.

## Erzeugung
Der Weißwein wird in der Hauptsache aus der Rebsorte Nuragus (85–100 %) gekeltert. Sie gibt dem Wein auch seinen Namen. Der Wein wird eventuell mit anderen zugelassenen weißen Sorten (bis 15 %) verschnitten. Es wird auch ein Perlwein (Frizzante) angeboten.

## Beschreibung
Laut Denomination (Auszug):

### Nuragus di Cagliari
- Farbe: von hellem strohgelb bis strohgelb, mit leichten grünlichen Reflexen
- Geruch: charakteristisch, zart und angenehm
- Geschmack: von trocken bis lieblich, charakteristisch
- Alkoholgehalt: mindestens 10,5 Vol.-%
- Säuregehalt: mind. 4,0 g/l
- Trockenextrakt: mind. 14,0 g/l